# Cuasiconvexidad (cálculo de variaciones)
En el cálculo de variaciones, la cuasiconvexidad es una generalización de la noción de convexidad. Se utiliza para caracterizar el integrando de un funcional y está relacionada con la existencia de minimizadores. Bajo algunas condiciones naturales, la cuasiconvexidad del integrando es una condición necesaria y suficiente para que un funcional  
{\displaystyle {\mathcal {F}}:W^{1,p}(\Omega ,\mathbb {R} ^{m})\rightarrow \mathbb {R} \qquad u\mapsto \int _{\Omega }f(x,u(x),\nabla u(x))dx}
sea semicontinuo inferiormente en la topología débil, para un dominio suficientemente regular {\textstyle \Omega \subset \mathbb {R} ^{d}}. Mediante argumentos de compacidad (teorema de Banach-Alaoglu), la existencia de minimizadores de funcionales semicontinuos inferiormente en la topología débil puede derivarse del método directo.
Este concepto fue introducido por Morrey en 1952. Esta generalización no debe confundirse con el mismo concepto de una función cuasiconvexa que tiene el mismo nombre.  

## Definición
Una función localmente acotada y medible según el criterio de Borel {\textstyle f:\mathbb {R} ^{m\times d}\rightarrow \mathbb {R} } se llama cuasiconvexa si  
{\displaystyle \int _{B(0,1)}{\bigl (}f(A+\nabla \psi (x))-f(A){\bigr )}dx\geq 0}
para todo {\displaystyle A\in \mathbb {R} ^{m\times d}} y todo {\displaystyle \psi \in W_{0}^{1,\infty }(B(0,1),\mathbb {R} ^{m})}, donde B(0,1) es la bola unitaria y {\displaystyle W_{0}^{1,\infty }} es el espacio de Sobolev de funciones esencialmente acotadas con derivada esencialmente acotada y traza nula.

## Propiedades de las funciones cuasiconvexas
- El dominio B(0,1) puede ser reemplazado por cualquier otro dominio de Lipschitz acotado.[4]

- Las funciones cuasiconvexas son localmente Lipschitz-continuas.[5]

- En la definición, el espacio {\displaystyle W_{0}^{1,\infty }} puede ser reemplazado por funciones de Sobolev periódicas.[6]

## Relaciones con otras nociones de convexidad
La cuasiconvexidad es una generalización de la convexidad para funciones definidas en matrices. Para ver esto, sea {\displaystyle A\in \mathbb {R} ^{m\times d}} y {\displaystyle V\in L^{1}(B(0,1),\mathbb {R} ^{m})} con  
{\displaystyle \int _{B(0,1)}V(x)dx=0}. El teorema de representación de Riesz-Markov-Kakutani establece que el espacio dual de {\displaystyle C_{0}(\mathbb {R} ^{m\times d})} puede identificarse con el espacio de medidas de Radon finitas y con signo. Se define una medida de Radon {\displaystyle \mu } por  
{\displaystyle \langle h,\mu \rangle ={\frac {1}{|B(0,1)|}}\int _{B(0,1)}h(A+V(x))dx}
para {\displaystyle h\in C_{0}(\mathbb {R} ^{m\times d})}. Puede verificarse que {\displaystyle \mu } es una medida de probabilidad y su baricentro está dado por  
{\displaystyle [\mu ]=\langle \operatorname {id} ,\mu \rangle =A+\int _{B(0,1)}V(x)dx=A.}
Si h es una función convexa, entonces la desigualdad de Jensen da  
{\displaystyle h(A)=h([\mu ])\leq \langle h,\mu \rangle ={\frac {1}{|B(0,1)|}}\int _{B(0,1)}h(A+V(x))dx.}
Esto se cumple en particular si V(x) es la derivada de {\displaystyle \psi \in W_{0}^{1,\infty }(B(0,1),\mathbb {R} ^{m\times d})} por el teorema de Stokes generalizado.
El determinante {\displaystyle \det \mathbb {R} ^{d\times d}\rightarrow \mathbb {R} } es un ejemplo de una función cuasiconvexa que no es convexa. Para ver que el determinante no es convexo, consideremos  
{\displaystyle A={\begin{pmatrix}1&0\\0&0\\\end{pmatrix}}\quad {\text{y}}\quad B={\begin{pmatrix}0&0\\0&1\\\end{pmatrix}}.}
Entonces se cumple que {\displaystyle \det A=\det B=0}, pero para {\displaystyle \lambda \in (0,1)} tenemos  
{\displaystyle \det(\lambda A+(1-\lambda )B)=\lambda (1-\lambda )>0=\max(\det A,\det B)}. Esto muestra que el determinante no es una función cuasiconvexa como en la Teoría de Juegos y, por lo tanto, es una noción distinta de convexidad.  
En el caso vectorial del Cálculo de Variaciones, existen otras nociones de convexidad. Para una función {\displaystyle f:\mathbb {R} ^{m\times d}\rightarrow \mathbb {R} } se cumple que
{\displaystyle f{\text{ convexa}}\Rightarrow f{\text{ policonvexa}}\Rightarrow f{\text{ cuasiconvexa}}\Rightarrow f{\text{ convexa de rango 1}}.}
Estas nociones son todas equivalentes si {\displaystyle d=1} o {\displaystyle m=1}. Ya en 1952, Morrey conjeturó que la convexidad de rango 1 no implica cuasiconvexidad. Este fue un problema importante sin resolver en el Cálculo de Variaciones, hasta que Šverák dio un contraejemplo en 1993 para el caso {\displaystyle d\geq 2} y {\displaystyle m\geq 3}.
El caso {\displaystyle d=2} o {\displaystyle m=2} sigue siendo un problema abierto, conocido como la conjetura de Morrey.

## Relación con la semicontinuidad inferior débil
Bajo ciertas condiciones de crecimiento del integrando, la semicontinuidad inferior secuencial débil (scid) de un funcional integral en un espacio de Sobolev apropiado es equivalente a la cuasiconvexidad del integrando. Acerbi y Fusco demostraron el siguiente teorema:  
Teorema: Si {\displaystyle f:\mathbb {R} ^{d}\times \mathbb {R} ^{m}\times \mathbb {R} ^{d\times m}\rightarrow \mathbb {R} ,(x,v,A)\mapsto f(x,v,A)} es una función de Carathéodory y se cumple que {\displaystyle 0\leq f(x,v,A)\leq a(x)+C(|v|^{p}+|A|^{p})}, entonces el funcional  
{\displaystyle {\mathcal {F}}[u]=\int _{\Omega }f(x,u(x),\nabla u(x))dx}
es scid en el espacio de Sobolev {\displaystyle W^{1,p}(\Omega ,\mathbb {R} ^{m})} con {\displaystyle p>1} si y solo si {\displaystyle f} es cuasiconvexa. Aquí, {\displaystyle C} es una constante positiva y {\displaystyle a(x)} una función integrable.
Otros autores utilizan diferentes condiciones de crecimiento y diferentes condiciones de prueba. La primera prueba se debe a Morrey en su artículo, pero requería supuestos adicionales.